# Lee Petty
Lee Arnold Petty (Randleman, 14 de março de 1914 - 5 de abril de 2000) foi um piloto estadunidense da NASCAR, tri-campeão da categoria em (1954, 1958, 1959).